# Церковь Усекновения Главы Иоанна Предтечи (Иноземцево)
Храм Усекновния Главы Иоанна Предтечи — приходской православный храм в посёлке Иноземцево Ставропольского края. Относится к Минераловодскому благочинию Пятигорской епархии Русской православной церкви.
Престольный день: 11 сентября.

## Историческая справка
По информации ставропольского краеведа Г. А. Беликова, в конце 1940-х годов в Иноземцево была открыта церковь в честь Усекновения главы Иоанна Предтечи. В начале 1960-х годов приход прекратил своё существование. По другим данным упомянутая церковь построена в честь Покрова Пресвятой Богородицы.
Решение о восстановлении храма было принято в начале 1990-х годов. 7 июля 1999 года (по другим данным 1998 года) церковь была освящена в честь Усекновения главы Крестителя и Предтечи Господня Иоанна. Второй придел храма освящён во имя Антония Печерского.

## Внешнее и внутреннее убранство
Кирпичная церковь, отличающаяся упрощёнными внешними архитектурными формами. Пятиглавый храм с колокольней под четырёхскатным шатром.

## Клир
- Почетный настоятель — протоиерей Александр Федоренко[4]